# Milton Eliecer Castro
Milton Eliecer Castro (29 de enero de 1976) es un deportista colombiano que compitió en taekwondo. Ganó una medalla de bronce en los Juegos Panamericanos de 1995, y una medalla de bronce en el Campeonato Panamericano de Taekwondo de 1998.

## Palmarés internacional
| Juegos Panamericanos    | Juegos Panamericanos      | Juegos Panamericanos | Juegos Panamericanos |
| Año                     | Lugar                     | Medalla              | Categoría            |
| ----------------------- | ------------------------- | -------------------- | -------------------- |
| 1995                    | Mar del Plata (Argentina) | Medalla de bronce    | –83 kg               |
| Campeonato Panamericano |                           |                      |                      |
| Año                     | Lugar                     | Medalla              | Categoría            |
| 1998                    | Lima (Perú)               | Medalla de bronce    | +83 kg               |